# Piezochaerus melzeri
Piezochaerus melzeri là một loài bọ cánh cứng trong họ Cerambycidae.